# Dolmen von Kerangré

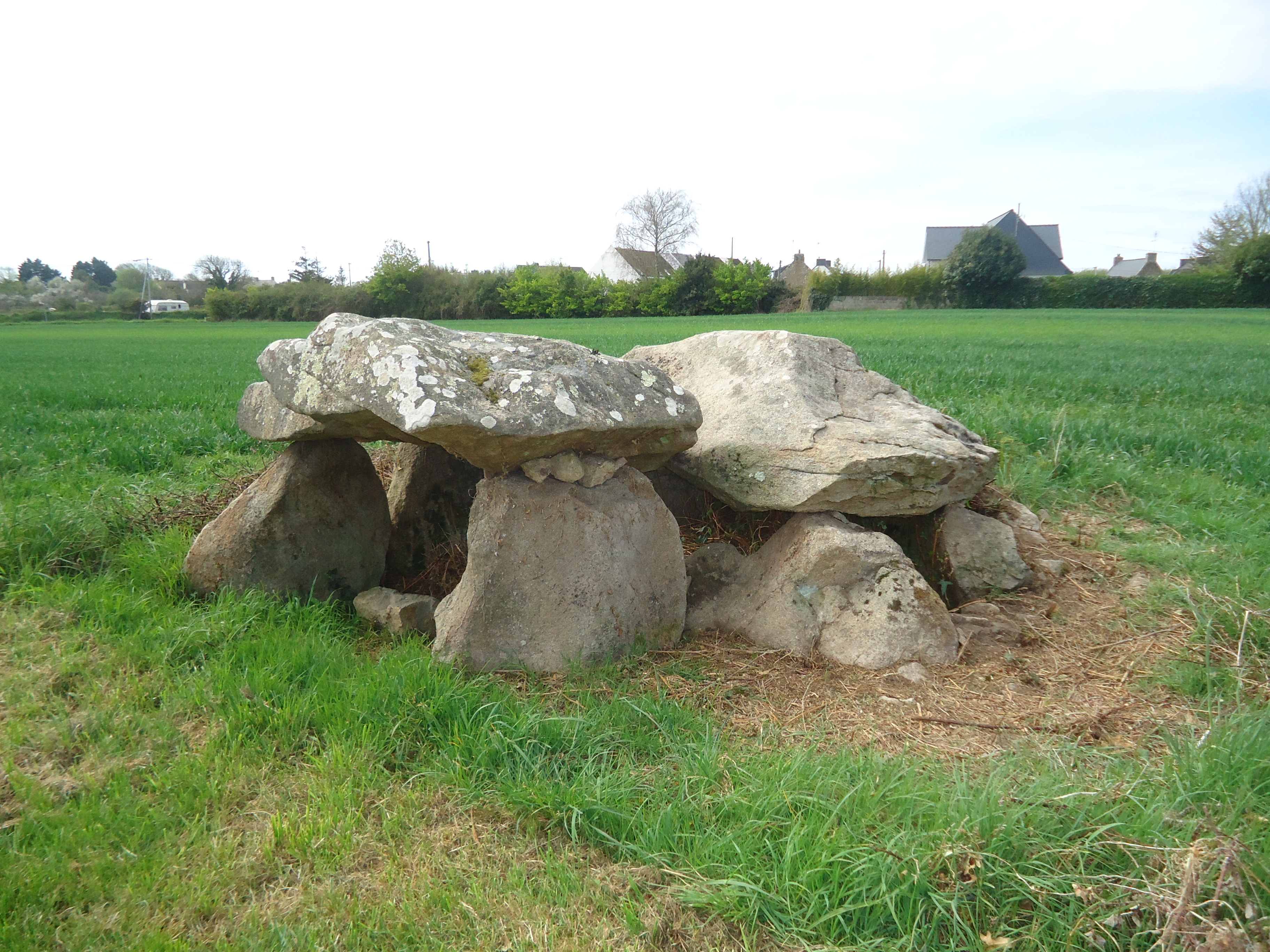
Dolmen von Kerangré

Der Dolmen von Kerangré liegt in der Nähe der Weiler Kerangré und Tenat de Kerascouet, westlich von Erdeven im Département Morbihan in der Bretagne in Frankreich. Er ist ein Gangdolmen (französisch Dolmen à couloir) und seit 1936 als historisches Denkmal klassifiziert.
Die Kammer des Dolmens ist etwa halbkreisförmig. Es wird von mehreren Orthostaten begrenzt, die durch kleinere Blöcke ergänzt und mit einer Platte bedeckt werden. Vom Gang sind nur zwei Tragsteine und eine Deckplatte erhalten. Vom ehemals deckenden Hügel sind keine Reste erhalten.

Dolmen von Kerangré
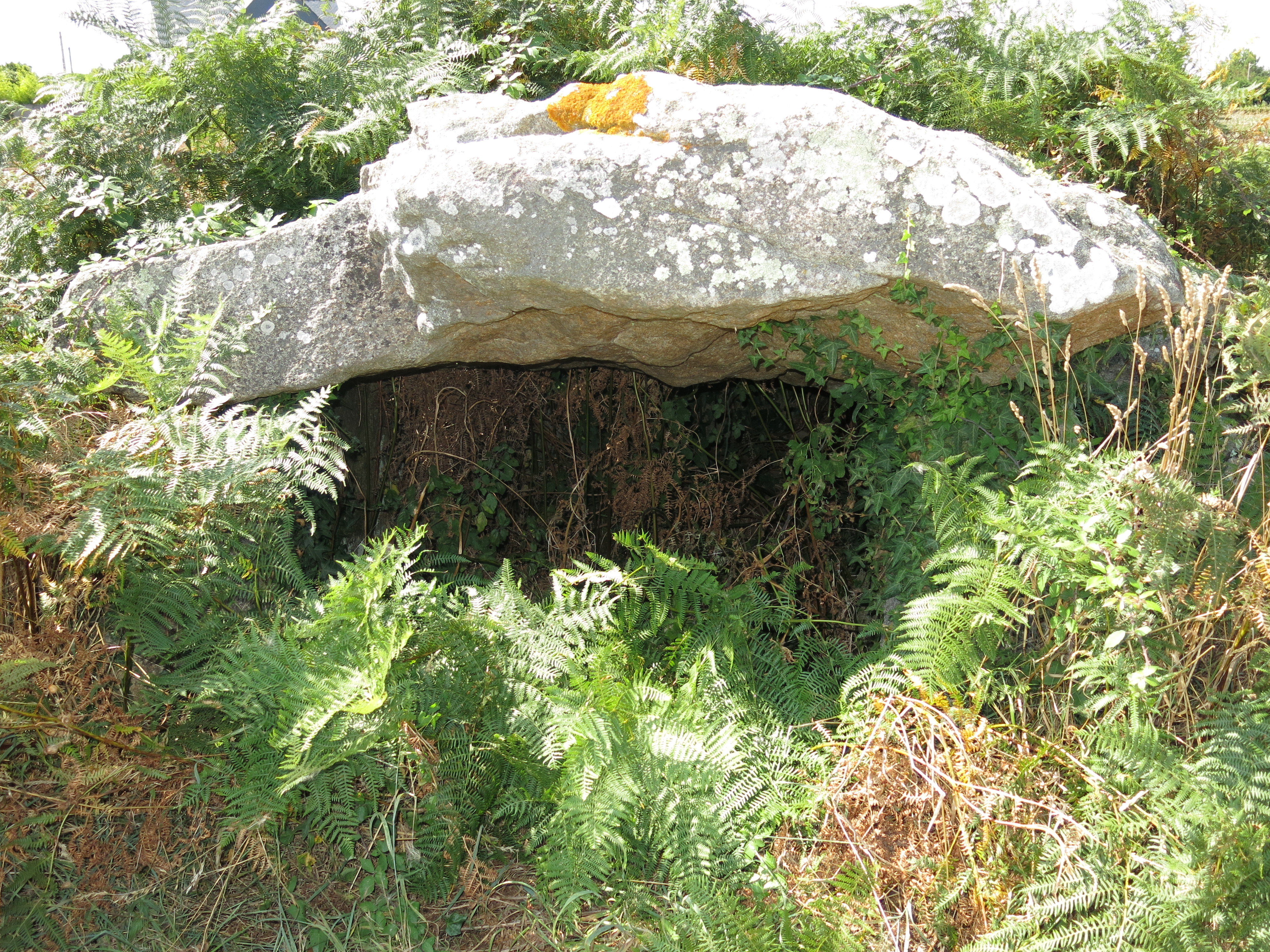
Dolmen von Kerangré – überwachsen
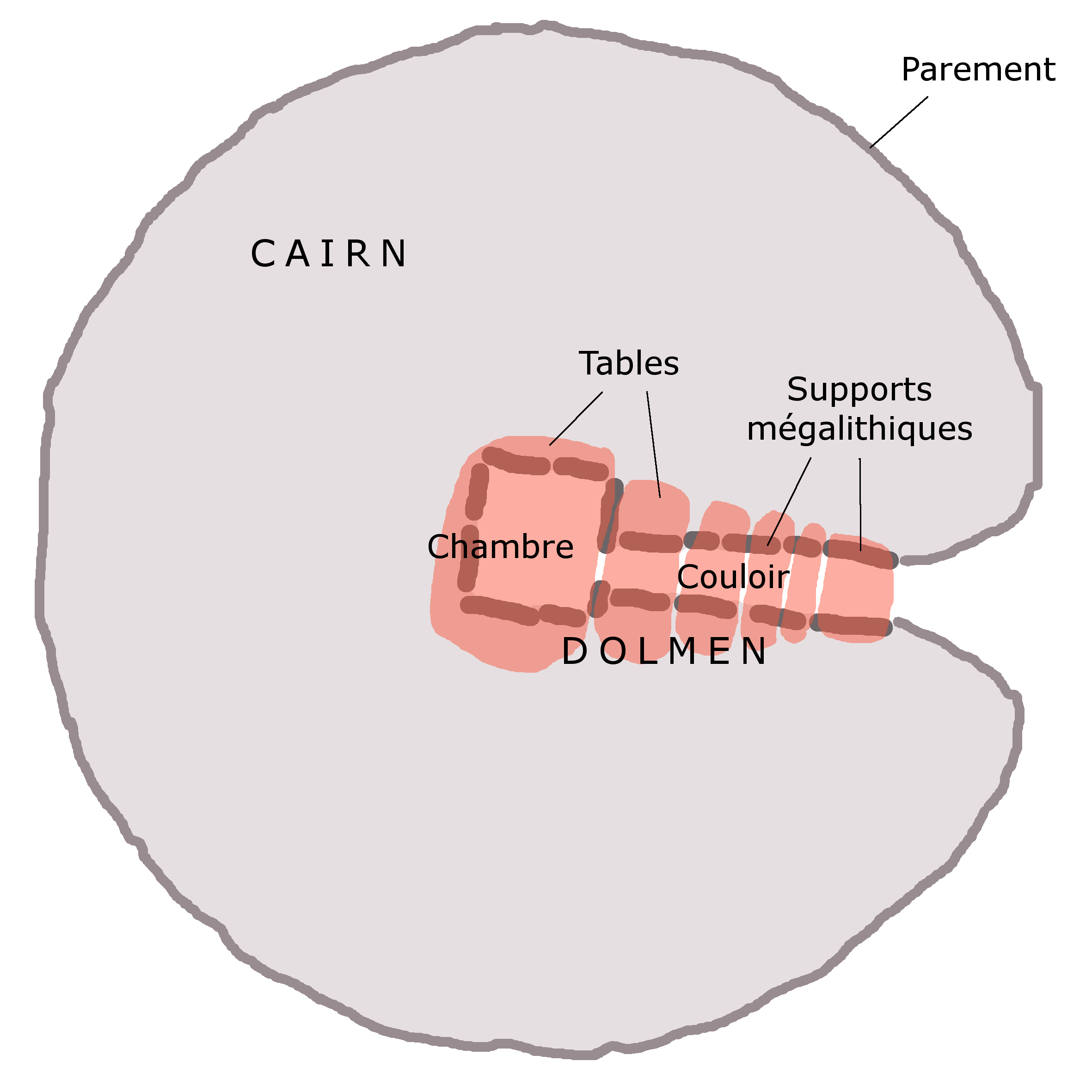
Idealtypischer „Gangdolmen“ (französisch Dolmen à couloir) im Hügel
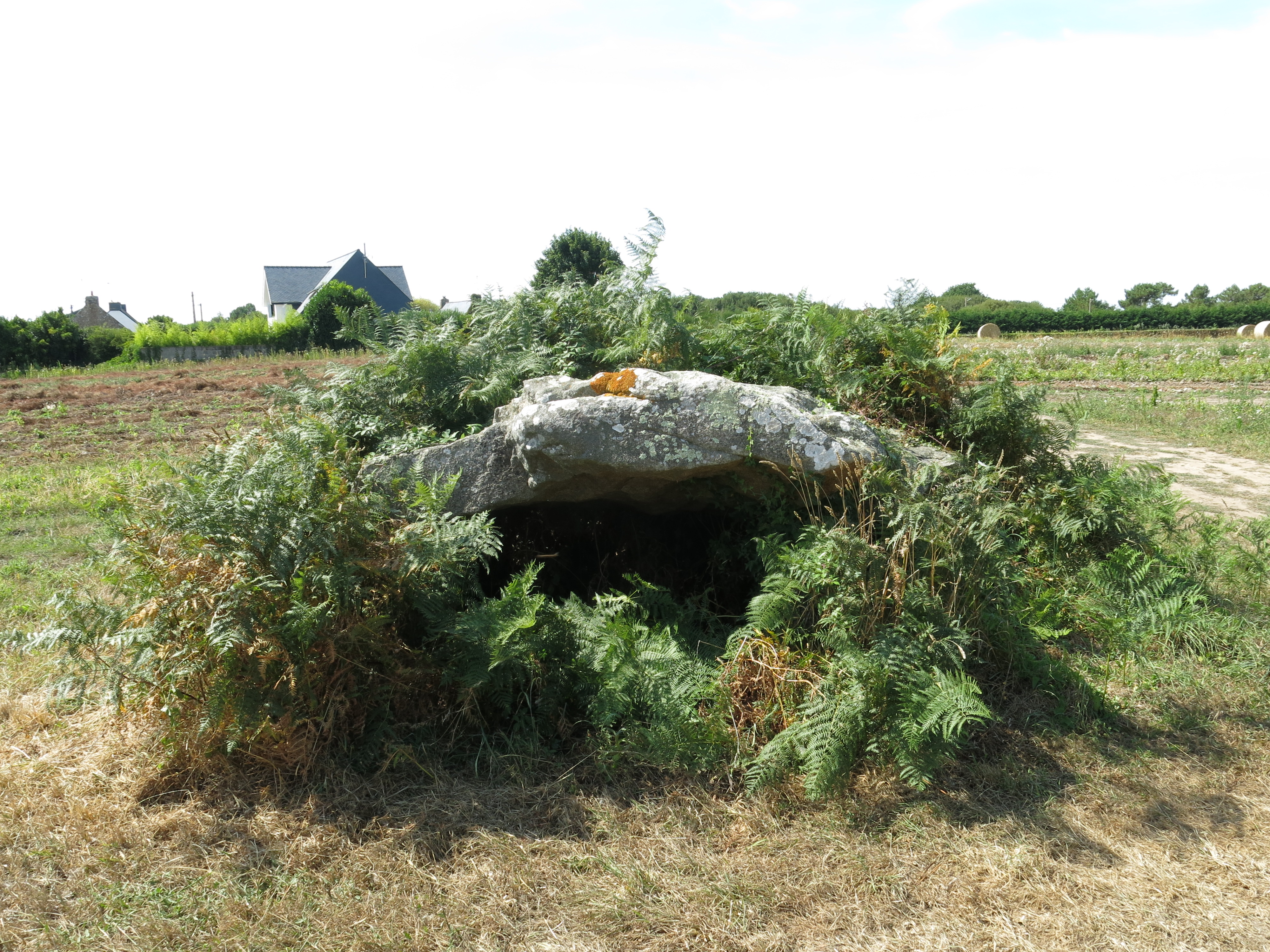
Dolmen von Kerangré – überwachsen

In der Nähe liegen die Dolmen des Septs Saints.